# De tovenaar en zijn leerling
De tovenaar en zijn leerling is een volksverhaal uit Turkije.

## Het verhaal
Een vrouw en heeft één zoon en hij deugt niet en kan het nooit lang uithouden bij een werkgever die zijn moeder voor hem vindt. Op een dag vraagt de vrouw bij wat voor een meester ze hem in de leer moet doen. De jongen wil samen zoeken en belooft dan niet te vertrekken. Ze zwerven langs winkels en bedrijfjes en komen bij een tovenaar. De jongen zegt dat hij hier als leerjongen in dienst wil en de tovenaar leert de jongen alles wat hij kent. Op een dag verandert de tovenaar zichzelf in een bok en laat zich naar de markt brengen. Het touw om de nek mag aan niemand gegeven worden.
De jongen verkoopt de bok, maar vergeet het touw van de nek te halen. De tovenaar kan toch ontsnappen en komt weer bij de jongen terecht. De volgende dag verandert de tovenaar zichzelf in een paard en laat zich naar de markt brengen. De jongen neemt nu het touw mee en gaat naar het huis van zijn moeder. De jongen zegt dat hij de volgende dag in een badhuis zal veranderen en dat zijn moeder hem dan moet verkopen. Zij mag echter niet de sleutel aan de koper geven, want dan kan hij niet opnieuw veranderen.
De tovenaar komt bij zijn huis en ziet dat de leerling verdwenen is. De volgende ochtend gaat de tovenaar op zoek en ziet het badhuis, maar zegt niks. De omroeper begint met de verkoping en de tovenaar biedt het meest. De tovenaar wil eerst de sleutel hebben van de vrouw en biedt nog meer geld, zodat ze een nieuwe sleutel kan laten maken. De jongen verandert zich snel in een vogel en vliegt weg, maar de tovenaar verandert zichzelf in een valk en achtervolgt hem. De jongen ziet de padisha van een land in zijn tuin en duikt hierheen. Hij verandert zichzelf in een rode roos en wordt opgepakt door de padisha.
De tovenaar verandert zichzelf in een minstreel met een saz in zijn hand en een liedje in zijn mond. Hij heeft een trouwe hond en maakt al zingend en rijmend duidelijk dat hij de roos wil hebben. De padisha geeft de roos, maar deze valt op de grond en verandert in maiskorrels. De tovenaar verandert in een haan en pikt de korrels op, maar één korrel is op de voet van de padisha blijven liggen. De korrel verandert in een man en deze vangt de haan en draait zijn nek om. De padisha denkt dat hij droomt als hij dit alles ziet.

## Achtergronden
- De Turkse titel is Sihirbaz ile öğrencisi.
- Het verhaal is verspreid door heel Turkije, voornamelijk Ankara, Sivas, Kastamonu, Istanbul, İzmir, Amasya, Gümüopshane, Kars en Afyon.
- Dit verhaal heeft overeenkomsten met het Ali Cengiz-spel, ook wel Allem-Kallem genaamd.
- Er zijn ook Russische en Indiase varianten bekend.
- In de sprookjes van de gebroeders Grimm komt een variant voor: De gauwdief en zijn meester. Vergelijk ook De meesterdief, het Indische De slimme Salam en het Nederlandse De meesterdief.
- Het is een kettingverhaal met een magische achtervolging.
- De magische achtervolging is al eeuwenlang een geliefd onderwerp van de mystieke Alevitische dichters en troubadours.
- Het lied Bülbül olsam varsam gelsem (als ik een nachtegaal was) zit net als dit verhaal vol van transformaties. Dit geldt ook voor het gedicht sen bir ceylan olsan ben de bir avcī (als jij een hinde was en ik een jager). Beide gedichten worden nog altijd gezongen door volkszangers.